# Danh sách người đoạt giải Nobel

Người đoạt giải Nobel được nhận một huy chương vàng cùng một bằng chứng nhận và 11 triệu krona (tính đến năm 2023, tương đương 1 triệu USD).

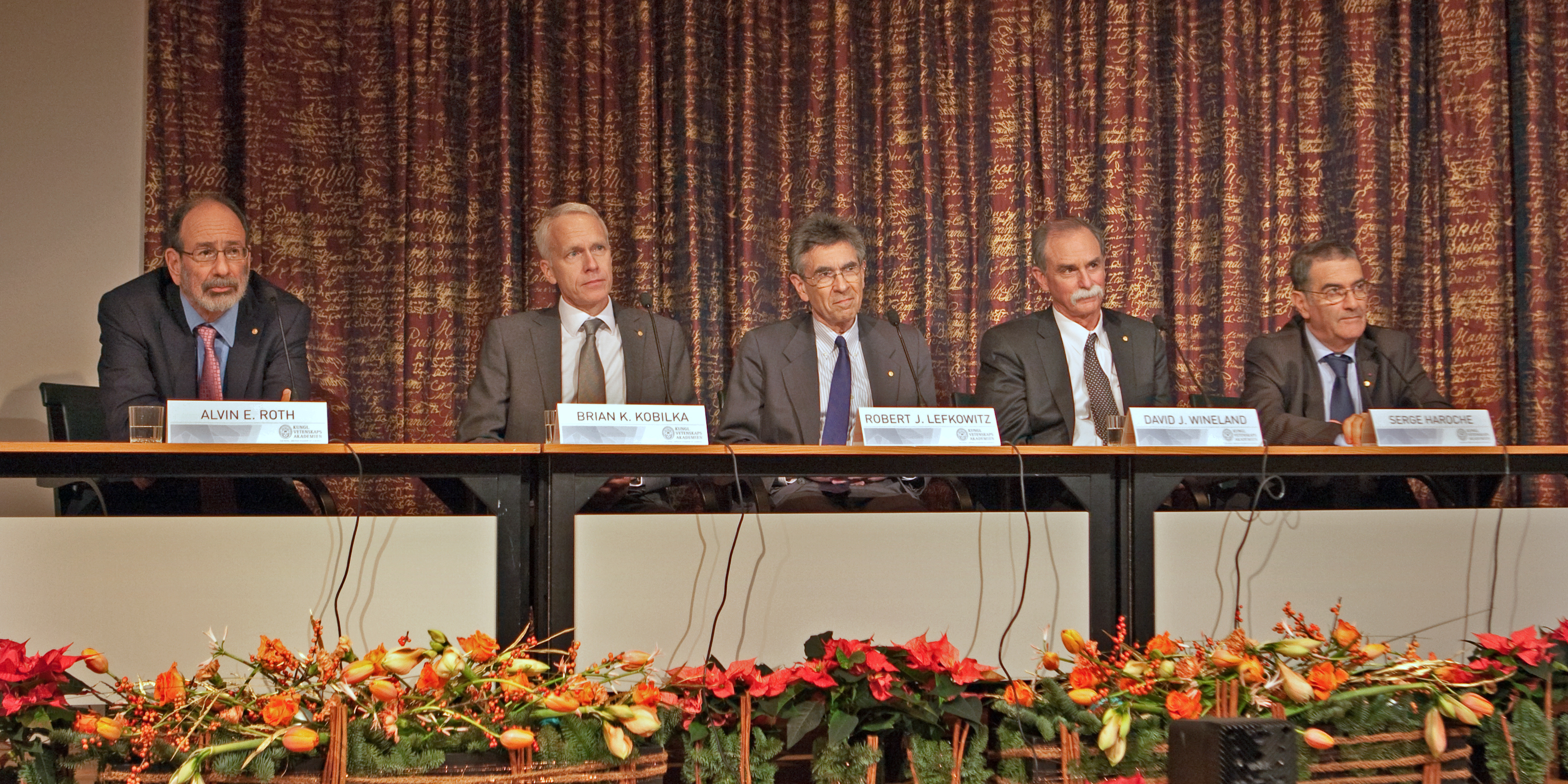
Những người đoạt giải Nobel năm 2012 Alvin E. Roth, Brian Kobilka, Robert J. Lefkowitz, David J. Wineland và Serge Haroche tại lễ trao giải

Giải Nobel (tiếng Thụy Điển: Nobelpriset, tiếng Na Uy: Nobelprisen) là giải thưởng quốc tế do Viện Hàn lâm Khoa học Hoàng gia Thụy Điển, Viện Hàn lâm Thụy Điển, Học viện Karolinska và Ủy ban Nobel Na Uy trao hằng năm cho các cá nhân và tổ chức có đóng góp tiêu biểu trong các lĩnh vực hoá học, vật lý, văn học, hoà bình, và sinh lý học hoặc y học. Giải thưởng này được thành lập theo bản di chúc năm 1895 của Alfred Nobel; di chúc cũng ghi rõ giải sẽ do Quỹ Nobel quản lý. Năm 1968, Ngân hàng Trung ương Thụy Điển thành lập thêm Giải thưởng của Ngân hàng Thụy Điển cho khoa học kinh tế để tưởng nhớ Nobel, hay Giải Nobel Kinh tế, để vinh danh những đóng góp tiêu biểu trong lĩnh vực này. Mỗi người đoạt giải sẽ được nhận một huy chương vàng, một bằng chứng nhận cùng một khoản tiền thưởng (mỗi năm, Quỹ Nobel sẽ quyết định số tiền này).

## Giải thưởng
Mỗi giải được trao bởi một tổ chức riêng biệt. Viện Hàn lâm Khoa học Hoàng gia Thụy Điển trao giải Nobel Vật lý, Hoá học và Kinh tế; Học viện Karolinska trao giải Nobel Sinh lý học hoặc Y học; Viện Hàn lâm Thụy Điển trao giải Nobel Văn học; Ủy ban Nobel Na Uy trao giải Nobel Hoà bình. Mỗi người đoạt giải được nhận một huy chương, một bằng chứng nhận cùng một khoản tiền thưởng (khác nhau tùy theo năm). Năm 1901, những người đoạt giải Nobel đầu tiên được nhận 150.782 krona, tương đương với 10.531.894 krona theo thời giá tháng 12 năm 2023. Năm 2024, người nhận giải được trao phần thưởng tiền mặt trị giá 11 triệu krona. Lễ trao giải diễn ra tại Stockholm, Thụy Điển vào ngày 10 tháng 12 hằng năm, để tưởng niệm ngày mất của Nobel.
Trong những năm không trao giải Nobel do có sự kiện ngoài hoặc thiếu đề cử, tiền thưởng của giải sẽ được gửi trả lại về quỹ uỷ quyền cho giải đó. Từ năm 1940 đến 1942, không có giải Nobel nào được trao do Chiến tranh thế giới thứ hai bùng nổ.

## Những người đoạt giải
Từ năm 1901 đến năm 2024, các giải Nobel cùng với giải Nobel Kinh tế đã được trao 627 lần cho 1012 cá nhân và tổ chức. Vì một số cá nhân và tổ chức đoạt giải Nobel nhiều lần, nên tổng cộng có 976 cá nhân và 28 tổ chức nhận giải. Có sáu người không được chính quyền sở tại cho phép nhận giải Nobel. Chính quyền Adolf Hitler cấm bốn người Đức, Richard Kuhn (Nobel Hoá học 1938), Adolf Butenandt (Nobel Hoá học 1939), Gerhard Domagk (Nobel Sinh lý học hoặc Y học 1939), Carl von Ossietzky (Nobel Hoà bình 1935) nhận giải thưởng Nobel của mình. Chính phủ Trung Quốc không cho Lưu Hiểu Ba đến nhận giải Nobel Hoà bình 2010, và chính quyền Liên Xô gây áp lực buộc Boris Pasternak từ chối giải Nobel Văn học 1958. Lưu Hiểu Ba, Carl von Ossietzky, Aung San Suu Kyi, Ales Bialiatski và Narges Mohammadi đều được trao giải Nobel khi đang chịu án tù hoặc bị giam giữ. Có hai người đoạt giải Nobel, Jean-Paul Sartre (Nobel Văn học 1964) và Lê Đức Thọ (Nobel Hoà bình 1973), quyết định từ chối giải thưởng; Sartre khước từ giải Nobel cũng như mọi vinh dự chính thức khác, còn Lê Đức Thọ khước từ giải Nobel do tình hình Việt Nam thời điểm đó.
Có 7 cá nhân và tổ chức đoạt giải Nobel nhiều lần. Ủy ban Chữ thập đỏ Quốc tế được nhận giải Nobel Hoà bình ba lần, nhiều hơn bất kỳ cá nhân hoặc tổ chức nào khác. Cao ủy Liên Hợp Quốc về người tị nạn nhận giải Nobel Hoà bình hai lần, John Bardeen nhận giải Nobel Vật lý hai lần, còn Frederick Sanger và Karl Barry Sharpless nhận giải Nobel Hoá học hai lần. Có hai người đã được trao tặng giải Nobel hai lần ở hai lĩnh vực khác nhau: Marie Curie (Vật lý và Hoá học) và Linus Pauling (Hoá học và Hoà bình). Trong số 976 cá nhân nhận giải, có 65 người là nữ; người phụ nữ đầu tiên được trao giải Nobel là Marie Curie (Nobel Vật lý năm 1903). Với giải Nobel thứ hai về Hoá học năm 1911, bà trở thành người đầu tiên được trao hai giải Nobel.

## Danh sách tổng hợp
| Năm  | Giải Nobel Vật lý                                                     | Giải Nobel Hóa học                                              | Giải Nobel Sinh lý học hoặc Y học                                     | Giải Nobel Văn học                        | Giải Nobel Hoà bình                                                              | Giải Nobel Kinh tế (Giải thưởng Ngân hàng Thụy Điển)           |
| ---- | --------------------------------------------------------------------- | --------------------------------------------------------------- | --------------------------------------------------------------------- | ----------------------------------------- | -------------------------------------------------------------------------------- | -------------------------------------------------------------- |
| 1901 | Wilhelm Röntgen                                                       | Jacobus Henricus van 't Hoff                                    | Emil Adolf von Behring                                                | Sully Prudhomme                           | Henry Dunant; Frédéric Passy                                                     | (chưa được trao)                                               |
| 1902 | Hendrik Lorentz; Pieter Zeeman                                        | Hermann Emil Fischer                                            | Ronald Ross                                                           | Theodor Mommsen                           | Élie Ducommun; Charles Albert Gobat                                              | —                                                              |
| 1903 | Henri Becquerel; Pierre Curie; Marie Curie                            | Svante Arrhenius                                                | Niels Ryberg Finsen                                                   | Bjørnstjerne Bjørnson                     | Randal Cremer                                                                    | —                                                              |
| 1904 | Lord Rayleigh                                                         | William Ramsay                                                  | Ivan Pavlov                                                           | Frédéric Mistral; José Echegaray          | Viện Luật Quốc tế                                                                | —                                                              |
| 1905 | Philipp Lenard                                                        | Adolf von Baeyer                                                | Robert Koch                                                           | Henryk Sienkiewicz                        | Bertha von Suttner                                                               | —                                                              |
| 1906 | J. J. Thomson                                                         | Henri Moissan                                                   | Camillo Golgi; Santiago Ramón y Cajal                                 | Giosuè Carducci                           | Theodore Roosevelt                                                               | —                                                              |
| 1907 | Albert Abraham Michelson                                              | Eduard Buchner                                                  | Charles Louis Alphonse Laveran                                        | Rudyard Kipling                           | Ernesto Teodoro Moneta; Louis Renault                                            | —                                                              |
| 1908 | Gabriel Lippmann                                                      | Ernest Rutherford                                               | Élie Metchnikoff; Paul Ehrlich                                        | Rudolf Christoph Eucken                   | Klas Pontus Arnoldson; Fredrik Bajer                                             | —                                                              |
| 1909 | Karl Ferdinand Braun; Guglielmo Marconi                               | Wilhelm Ostwald                                                 | Emil Theodor Kocher                                                   | Selma Lagerlöf                            | Auguste Marie François Beernaert; Paul-Henri-Benjamin d'Estournelles de Constant | —                                                              |
| 1910 | Johannes Diderik van der Waals                                        | Otto Wallach                                                    | Albrecht Kossel                                                       | Paul Heyse                                | Phòng Hoà bình Quốc tế                                                           | —                                                              |
| 1911 | Wilhelm Wien                                                          | Marie Curie                                                     | Allvar Gullstrand                                                     | Maurice Maeterlinck                       | Tobias Asser; Alfred Hermann Fried                                               | —                                                              |
| 1912 | Gustaf Dalén                                                          | Victor Grignard; Paul Sabatier                                  | Alexis Carrel                                                         | Gerhart Hauptmann                         | Elihu Root                                                                       | —                                                              |
| 1913 | Heike Kamerlingh Onnes                                                | Alfred Werner                                                   | Charles Richet                                                        | Rabindranath Tagore                       | Henri La Fontaine                                                                | —                                                              |
| 1914 | Max von Laue                                                          | Theodore William Richards                                       | Robert Bárány                                                         | Không có                                  | Không có                                                                         | —                                                              |
| 1915 | William Henry Bragg; William Lawrence Bragg                           | Richard Willstätter                                             | Không có                                                              | Romain Rolland                            | Không có                                                                         | —                                                              |
| 1916 | Không có                                                              | Không có                                                        | Không có                                                              | Verner von Heidenstam                     | Không có                                                                         | —                                                              |
| 1917 | Charles Glover Barkla                                                 | Không có                                                        | Không có                                                              | Karl Adolph Gjellerup; Henrik Pontoppidan | Ủy ban Chữ thập đỏ quốc tế                                                       | —                                                              |
| 1918 | Max Planck                                                            | Fritz Haber                                                     | Không có                                                              | Không có                                  | Không có                                                                         | —                                                              |
| 1919 | Johannes Stark                                                        | Không có                                                        | Jules Bordet                                                          | Carl Spitteler                            | Woodrow Wilson                                                                   | —                                                              |
| 1920 | Charles Édouard Guillaume                                             | Walther Nernst                                                  | August Krogh                                                          | Knut Hamsun                               | Léon Bourgeois                                                                   | —                                                              |
| 1921 | Albert Einstein                                                       | Frederick Soddy                                                 | Không có                                                              | Anatole France                            | Hjalmar Branting; Christian Lous Lange                                           | —                                                              |
| 1922 | Niels Bohr                                                            | Francis William Aston                                           | Archibald Hill; Otto Fritz Meyerhof                                   | Jacinto Benavente                         | Fridtjof Nansen                                                                  | —                                                              |
| 1923 | Robert Andrews Millikan                                               | Fritz Pregl                                                     | Frederick Banting; John James Rickard Macleod                         | W. B. Yeats                               | Không có                                                                         | —                                                              |
| 1924 | Manne Siegbahn                                                        | Không có                                                        | Willem Einthoven                                                      | Władysław Reymont                         | Không có                                                                         | —                                                              |
| 1925 | James Franck; Gustav Ludwig Hertz                                     | Richard Adolf Zsigmondy                                         | Không có                                                              | George Bernard Shaw                       | Austen Chamberlain; Charles G. Dawes                                             | —                                                              |
| 1926 | Jean Baptiste Perrin                                                  | Theodor Svedberg                                                | Johannes Fibiger                                                      | Grazia Deledda                            | Aristide Briand; Gustav Stresemann                                               | —                                                              |
| 1927 | Arthur Compton; Charles Thomson Rees Wilson                           | Heinrich Otto Wieland                                           | Julius Wagner-Jauregg                                                 | Henri Bergson                             | Ferdinand Buisson; Ludwig Quidde                                                 | —                                                              |
| 1928 | Owen Willans Richardson                                               | Adolf Otto Reinhold Windaus                                     | Charles Nicolle                                                       | Sigrid Undset                             | Không có                                                                         | —                                                              |
| 1929 | Louis de Broglie                                                      | Arthur Harden; Hans von Euler-Chelpin                           | Christiaan Eijkman; Frederick Gowland Hopkins                         | Thomas Mann                               | Frank B. Kellogg                                                                 | —                                                              |
| 1930 | C. V. Raman                                                           | Hans Fischer                                                    | Karl Landsteiner                                                      | Sinclair Lewis                            | Nathan Söderblom                                                                 | —                                                              |
| 1931 | Không có                                                              | Carl Bosch; Friedrich Bergius                                   | Otto Heinrich Warburg                                                 | Erik Axel Karlfeldt                       | Jane Addams; Nicholas Murray Butler                                              | —                                                              |
| 1932 | Werner Heisenberg                                                     | Irving Langmuir                                                 | Charles Scott Sherrington; Edgar Adrian                               | John Galsworthy                           | Không có                                                                         | —                                                              |
| 1933 | Erwin Schrödinger; Paul Dirac                                         | Không có                                                        | Thomas Hunt Morgan                                                    | Ivan Bunin                                | Norman Angell                                                                    | —                                                              |
| 1934 | Không có                                                              | Harold Urey                                                     | George Whipple; George Minot; William P. Murphy                       | Luigi Pirandello                          | Arthur Henderson                                                                 | —                                                              |
| 1935 | James Chadwick                                                        | Frédéric Joliot-Curie; Irène Joliot-Curie                       | Hans Spemann                                                          | Không có                                  | Carl von Ossietzky                                                               | —                                                              |
| 1936 | Victor Francis Hess; Carl David Anderson                              | Peter Debye                                                     | Henry Hallett Dale; Otto Loewi                                        | Eugene O'Neill                            | Carlos Saavedra Lamas                                                            | —                                                              |
| 1937 | Clinton Davisson; George Paget Thomson                                | Norman Haworth; Paul Karrer                                     | Albert Szent-Györgyi                                                  | Roger Martin du Gard                      | The Viscount Cecil of Chelwood                                                   | —                                                              |
| 1938 | Enrico Fermi                                                          | Richard Kuhn[A]                                                 | Corneille Heymans                                                     | Pearl S. Buck                             | Phòng quốc tế Nansen cho các người tị nạn                                        | —                                                              |
| 1939 | Ernest Lawrence                                                       | Adolf Butenandt;[A] Leopold Ružička                             | Gerhard Domagk[A]                                                     | Frans Eemil Sillanpää                     | Không có                                                                         | —                                                              |
| 1940 | Hủy bỏ do Chiến tranh thế giới thứ hai                                | Hủy bỏ do Chiến tranh thế giới thứ hai                          | Hủy bỏ do Chiến tranh thế giới thứ hai                                | Hủy bỏ do Chiến tranh thế giới thứ hai    | Hủy bỏ do Chiến tranh thế giới thứ hai                                           | —                                                              |
| 1941 | Hủy bỏ do Chiến tranh thế giới thứ hai                                | Hủy bỏ do Chiến tranh thế giới thứ hai                          | Hủy bỏ do Chiến tranh thế giới thứ hai                                | Hủy bỏ do Chiến tranh thế giới thứ hai    | Hủy bỏ do Chiến tranh thế giới thứ hai                                           | —                                                              |
| 1942 | Hủy bỏ do Chiến tranh thế giới thứ hai                                | Hủy bỏ do Chiến tranh thế giới thứ hai                          | Hủy bỏ do Chiến tranh thế giới thứ hai                                | Hủy bỏ do Chiến tranh thế giới thứ hai    | Hủy bỏ do Chiến tranh thế giới thứ hai                                           | —                                                              |
| 1943 | Otto Stern                                                            | George de Hevesy                                                | Henrik Dam; Edward Adelbert Doisy                                     | Không có                                  | Không có                                                                         | —                                                              |
| 1944 | Isidor Isaac Rabi                                                     | Otto Hahn                                                       | Joseph Erlanger; Herbert Spencer Gasser                               | Johannes Vilhelm Jensen                   | Ủy ban Chữ thập đỏ quốc tế                                                       | —                                                              |
| 1945 | Wolfgang Pauli                                                        | Artturi Ilmari Virtanen                                         | Alexander Fleming; Ernst Boris Chain; Howard Florey                   | Gabriela Mistral                          | Cordell Hull                                                                     | —                                                              |
| 1946 | Percy Williams Bridgman                                               | James B. Sumner; John Howard Northrop; Wendell Meredith Stanley | Hermann Joseph Muller                                                 | Hermann Hesse                             | Emily Greene Balch; John Mott                                                    | —                                                              |
| 1947 | Edward Victor Appleton                                                | Robert Robinson                                                 | Carl Ferdinand Cori; Gerty Cori; Bernardo Houssay                     | André Gide                                | Friends Service Council; American Friends Service Committee                      | —                                                              |
| 1948 | Patrick Blackett                                                      | Arne Tiselius                                                   | Paul Hermann Müller                                                   | T. S. Eliot                               | Không có[B]                                                                      | —                                                              |
| 1949 | Hideki Yukawa                                                         | William Giauque                                                 | Walter Rudolf Hess; António Egas Moniz                                | William Faulkner                          | John Boyd Orr                                                                    | —                                                              |
| 1950 | C. F. Powell                                                          | Otto Diels; Kurt Alder                                          | Philip Showalter Hench; Edward Calvin Kendall; Tadeus Reichstein      | Bertrand Russell                          | Ralph Bunche                                                                     | —                                                              |
| 1951 | John Cockcroft; Ernest Walton                                         | Edwin McMillan; Glenn T. Seaborg                                | Max Theiler                                                           | Pär Lagerkvist                            | Léon Jouhaux                                                                     | —                                                              |
| 1952 | Felix Bloch; Edward Mills Purcell                                     | Archer John Porter Martin; Richard Laurence Millington Synge    | Selman Waksman                                                        | François Mauriac                          | Albert Schweitzer                                                                | —                                                              |
| 1953 | Frits Zernike                                                         | Hermann Staudinger                                              | Hans Adolf Krebs; Fritz Albert Lipmann                                | Winston Churchill                         | George Marshall                                                                  | —                                                              |
| 1954 | Max Born; Walther Bothe                                               | Linus Pauling                                                   | John Franklin Enders; Frederick Chapman Robbins; Thomas Huckle Weller | Ernest Hemingway                          | Cao ủy Liên Hợp Quốc về người tị nạn                                             | —                                                              |
| 1955 | Willis Lamb; Polykarp Kusch                                           | Vincent du Vigneaud                                             | Hugo Theorell                                                         | Halldór Laxness                           | Không có                                                                         | —                                                              |
| 1956 | John Bardeen; Walter Houser Brattain; William Shockley                | Cyril Norman Hinshelwood; Nikolay Semyonov                      | André Frédéric Cournand; Werner Forssmann; Dickinson W. Richards      | Juan Ramón Jiménez                        | Không có                                                                         | —                                                              |
| 1957 | Chen Ning Yang; Tsung-Dao Lee                                         | The Lord Todd                                                   | Daniel Bovet                                                          | Albert Camus                              | Lester B. Pearson                                                                | —                                                              |
| 1958 | Pavel Cherenkov; Ilya Frank; Igor Tamm                                | Frederick Sanger                                                | George Wells Beadle; Edward Lawrie Tatum; Joshua Lederberg            | Boris Pasternak[C]                        | Dominique Pire                                                                   | —                                                              |
| 1959 | Emilio G. Segrè; Owen Chamberlain                                     | Jaroslav Heyrovský                                              | Arthur Kornberg; Severo Ochoa                                         | Salvatore Quasimodo                       | Philip Noel-Baker                                                                | —                                                              |
| 1960 | Donald A. Glaser                                                      | Willard Libby                                                   | Frank Macfarlane Burnet; Peter Medawar                                | Saint-John Perse                          | Albert Lutuli                                                                    | —                                                              |
| 1961 | Robert Hofstadter; Rudolf Mössbauer                                   | Melvin Calvin                                                   | Georg von Békésy                                                      | Ivo Andrić                                | Dag Hammarskjöld                                                                 | —                                                              |
| 1962 | Lev Landau                                                            | Max Perutz; John Kendrew                                        | Francis Crick; James D. Watson; Maurice Wilkins                       | John Steinbeck                            | Linus Pauling                                                                    | —                                                              |
| 1963 | Eugene Wigner; Maria Goeppert-Mayer; J. Hans D. Jensen                | Karl Ziegler; Giulio Natta                                      | John Eccles; Alan Lloyd Hodgkin; Andrew Huxley                        | Giorgos Seferis                           | Ủy ban Chữ thập đỏ quốc tế; Liên hiệp các Hội Chữ thập đỏ quốc tế                | —                                                              |
| 1964 | Charles Hard Townes; Nikolay Basov; Alexander Prokhorov               | Dorothy Hodgkin                                                 | Konrad Emil Bloch; Feodor Felix Konrad Lynen                          | Jean-Paul Sartre[D]                       | Martin Luther King, Jr.                                                          | —                                                              |
| 1965 | Sin-Itiro Tomonaga; Julian Schwinger; Richard Feynman                 | Robert Burns Woodward                                           | François Jacob; André Michel Lwoff; Jacques Monod                     | Mikhail Sholokhov                         | Quỹ Nhi đồng Liên Hợp Quốc (UNICEF)                                              | —                                                              |
| 1966 | Alfred Kastler                                                        | Robert S. Mulliken                                              | Francis Peyton Rous; Charles Brenton Huggins                          | Shmuel Yosef Agnon; Nelly Sachs           | Không có                                                                         | —                                                              |
| 1967 | Hans Bethe                                                            | Manfred Eigen; Ronald George Wreyford Norrish; George Porter    | Ragnar Granit; Haldan Keffer Hartline; George Wald                    | Miguel Ángel Asturias                     | Không có                                                                         | —                                                              |
| 1968 | Luis Walter Alvarez                                                   | Lars Onsager                                                    | Robert W. Holley; Har Gobind Khorana; Marshall Warren Nirenberg       | Yasunari Kawabata                         | René Cassin                                                                      | —                                                              |
| 1969 | Murray Gell-Mann                                                      | Derek Barton; Odd Hassel                                        | Max Delbrück; Alfred Hershey; Salvador Luria                          | Samuel Beckett                            | Tổ chức Lao động Quốc tế                                                         | Ragnar Frisch; Jan Tinbergen                                   |
| 1970 | Hannes Alfvén; Louis Néel                                             | Luis Federico Leloir                                            | Julius Axelrod; Ulf von Euler; Bernard Katz                           | Aleksandr Solzhenitsyn                    | Norman Borlaug                                                                   | Paul Samuelson                                                 |
| 1971 | Dennis Gabor                                                          | Gerhard Herzberg                                                | Earl Wilbur Sutherland, Jr.                                           | Pablo Neruda                              | Willy Brandt                                                                     | Simon Kuznets                                                  |
| 1972 | John Bardeen; Leon Cooper; John Robert Schrieffer                     | Christian B. Anfinsen; Stanford Moore; William Howard Stein     | Gerald Edelman; Rodney Robert Porter                                  | Heinrich Böll                             | Không có                                                                         | John Hicks; Kenneth Arrow                                      |
| 1973 | Leo Esaki; Ivar Giaever; Brian David Josephson                        | Ernst Otto Fischer; Geoffrey Wilkinson                          | Karl von Frisch; Konrad Lorenz; Nikolaas Tinbergen                    | Patrick White                             | Henry Kissinger; Lê Đức Thọ[E]                                                   | Wassily Leontief                                               |
| 1974 | Martin Ryle; Antony Hewish                                            | Paul Flory                                                      | Albert Claude; Christian de Duve; George Emil Palade                  | Eyvind Johnson; Harry Martinson           | Seán MacBride; Eisaku Satō                                                       | Gunnar Myrdal; Friedrich Hayek                                 |
| 1975 | Aage Bohr; Ben Roy Mottelson; James Rainwater                         | John Cornforth; Vladimir Prelog                                 | David Baltimore; Renato Dulbecco; Howard Martin Temin                 | Eugenio Montale                           | Andrei Sakharov                                                                  | Leonid Kantorovich; Tjalling Koopmans                          |
| 1976 | Burton Richter; Samuel C. C. Ting                                     | William Lipscomb                                                | Baruch Samuel Blumberg; Daniel Carleton Gajdusek                      | Saul Bellow                               | Betty Williams; Mairead Maguire                                                  | Milton Friedman                                                |
| 1977 | Philip Warren Anderson; Nevill Francis Mott; John Hasbrouck Van Vleck | Ilya Prigogine                                                  | Roger Guillemin; Andrew Schally; Rosalyn Sussman Yalow                | Vicente Aleixandre                        | Ân xá Quốc tế                                                                    | Bertil Ohlin; James Meade                                      |
| 1978 | Pyotr Kapitsa; Arno Allan Penzias; Robert Woodrow Wilson              | Peter D. Mitchell                                               | Werner Arber; Daniel Nathans; Hamilton O. Smith                       | Isaac Bashevis Singer                     | Anwar Sadat; Menachem Begin                                                      | Herbert A. Simon                                               |
| 1979 | Sheldon Lee Glashow; Abdus Salam; Steven Weinberg                     | Herbert C. Brown; Georg Wittig                                  | Allan McLeod Cormack; Godfrey Hounsfield                              | Odysseas Elytis                           | Mẹ Teresa                                                                        | Theodore Schultz; Arthur Lewis                                 |
| 1980 | James Cronin; Val Logsdon Fitch                                       | Paul Berg; Walter Gilbert; Frederick Sanger                     | Baruj Benacerraf; Jean Dausset; George Davis Snell                    | Czesław Miłosz                            | Adolfo Pérez Esquivel                                                            | Lawrence Klein                                                 |
| 1981 | Nicolaas Bloembergen; Arthur Leonard Schawlow; Kai Siegbahn           | Kenichi Fukui; Roald Hoffmann                                   | Roger Wolcott Sperry; David H. Hubel; Torsten Wiesel                  | Elias Canetti                             | Cao ủy Liên Hợp Quốc về người tị nạn                                             | James Tobin                                                    |
| 1982 | Kenneth G. Wilson                                                     | Aaron Klug                                                      | Sune Bergström; Bengt I. Samuelsson; John Vane                        | Gabriel García Márquez                    | Alva Myrdal; Alfonso García Robles                                               | George Stigler                                                 |
| 1983 | Subrahmanyan Chandrasekhar; William Alfred Fowler                     | Henry Taube                                                     | Barbara McClintock                                                    | William Golding                           | Lech Wałęsa                                                                      | Gérard Debreu                                                  |
| 1984 | Carlo Rubbia; Simon van der Meer                                      | Robert Bruce Merrifield                                         | Niels Kaj Jerne; Georges J. F. Köhler; César Milstein                 | Jaroslav Seifert                          | Desmond Tutu                                                                     | Richard Stone                                                  |
| 1985 | Klaus von Klitzing                                                    | Herbert A. Hauptman; Jerome Karle                               | Michael Stuart Brown; Joseph L. Goldstein                             | Claude Simon                              | Hiệp hội Y sĩ Quốc tế Phòng ngừa Chiến tranh hạt nhân                            | Franco Modigliani                                              |
| 1986 | Ernst Ruska; Gerd Binnig; Heinrich Rohrer                             | Dudley R. Herschbach; Yuan T. Lee; John Polanyi                 | Stanley Cohen; Rita Levi-Montalcini                                   | Wole Soyinka                              | Elie Wiesel                                                                      | James M. Buchanan                                              |
| 1987 | Johannes Georg Bednorz; Karl Alexander Müller                         | Donald J. Cram; Jean-Marie Lehn; Charles J. Pedersen            | Susumu Tonegawa                                                       | Joseph Brodsky                            | Óscar Arias                                                                      | Robert Solow                                                   |
| 1988 | Leon M. Lederman; Melvin Schwartz; Jack Steinberger                   | Johann Deisenhofer; Robert Huber; Hartmut Michel                | James W. Black; Gertrude B. Elion; George H. Hitchings                | Naguib Mahfouz                            | Lực lượng Gìn giữ hoà bình Liên Hợp Quốc                                         | Maurice Allais                                                 |
| 1989 | Norman Foster Ramsey, Jr.; Hans Georg Dehmelt; Wolfgang Paul          | Sidney Altman; Thomas Cech                                      | J. Michael Bishop; Harold E. Varmus                                   | Camilo José Cela                          | Tenzin Gyatso                                                                    | Trygve Haavelmo                                                |
| 1990 | Jerome Isaac Friedman; Henry Way Kendall; Richard E. Taylor           | Elias James Corey                                               | Joseph Murray; E. Donnall Thomas                                      | Octavio Paz                               | Mikhail Gorbachev                                                                | Harry Markowitz; Merton Miller; William Forsyth Sharpe         |
| 1991 | Pierre-Gilles de Gennes                                               | Richard R. Ernst                                                | Erwin Neher; Bert Sakmann                                             | Nadine Gordimer                           | Aung San Suu Kyi                                                                 | Ronald Coase                                                   |
| 1992 | Georges Charpak                                                       | Rudolph A. Marcus                                               | Edmond H. Fischer; Edwin G. Krebs                                     | Derek Walcott                             | Rigoberta Menchú                                                                 | Gary Becker                                                    |
| 1993 | Russell Alan Hulse; Joseph Hooton Taylor, Jr.                         | Kary Mullis; Michael Smith                                      | Richard J. Roberts; Phillip Allen Sharp                               | Toni Morrison                             | Nelson Mandela; F. W. de Klerk                                                   | Robert Fogel; Douglass North                                   |
| 1994 | Bertram Brockhouse; Clifford Shull                                    | George Andrew Olah                                              | Alfred G. Gilman; Martin Rodbell                                      | Kenzaburō Ōe                              | Yasser Arafat; Shimon Peres; Yitzhak Rabin                                       | John Harsanyi; John Forbes Nash, Jr.; Reinhard Selten          |
| 1995 | Martin Lewis Perl; Frederick Reines                                   | Paul J. Crutzen; Mario J. Molina; Frank Sherwood Rowland        | Edward B. Lewis; Christiane Nüsslein-Volhard; Eric F. Wieschaus       | Seamus Heaney                             | Joseph Rotblat; Hội nghị Pugwash về Khoa học và Thế giới                         | Robert Lucas, Jr.                                              |
| 1996 | David Lee; Douglas Osheroff; Robert Coleman Richardson                | Robert F. Curl Jr.; Harry Kroto; Richard Smalley                | Peter C. Doherty; Rolf M. Zinkernagel                                 | Wisława Szymborska                        | Carlos Filipe Ximenes Belo; José Ramos-Horta                                     | James Mirrlees; William Vickrey                                |
| 1997 | Steven Chu; Claude Cohen-Tannoudji; William Daniel Phillips           | Paul D. Boyer; John E. Walker; Jens Christian Skou              | Stanley B. Prusiner                                                   | Dario Fo                                  | Tổ chức Quốc tế cấm mìn; Jody Williams                                           | Robert C. Merton; Myron Scholes                                |
| 1998 | Robert B. Laughlin; Horst Ludwig Störmer; Daniel C. Tsui              | Walter Kohn; John Pople                                         | Robert F. Furchgott; Louis Ignarro; Ferid Murad                       | José Saramago                             | John Hume; David Trimble                                                         | Amartya Sen                                                    |
| 1999 | Gerard 't Hooft; Martinus J. G. Veltman                               | Ahmed Zewail                                                    | Günter Blobel                                                         | Günter Grass                              | Bác sĩ không biên giới                                                           | Robert Mundell                                                 |
| 2000 | Zhores Alferov; Herbert Kroemer; Jack Kilby                           | Alan J. Heeger; Alan MacDiarmid; Hideki Shirakawa               | Arvid Carlsson; Paul Greengard; Eric Kandel                           | Gao Xingjian                              | Kim Dae-jung                                                                     | James Heckman; Daniel McFadden                                 |
| 2001 | Eric Allin Cornell; Wolfgang Ketterle; Carl Wieman                    | William Standish Knowles; Ryōji Noyori; Karl Barry Sharpless    | Leland H. Hartwell; Tim Hunt; Paul Nurse                              | V. S. Naipaul                             | Liên Hợp Quốc; Kofi Annan                                                        | George Akerlof; Michael Spence; Joseph Stiglitz                |
| 2002 | Raymond Davis, Jr.; Masatoshi Koshiba; Riccardo Giacconi              | John Fenn; Koichi Tanaka; Kurt Wüthrich                         | Sydney Brenner; H. Robert Horvitz; John Sulston                       | Imre Kertész                              | Jimmy Carter                                                                     | Daniel Kahneman; Vernon L. Smith                               |
| 2003 | Alexei Alexeyevich Abrikosov; Vitaly Ginzburg; Anthony James Leggett  | Peter Agre; Roderick MacKinnon                                  | Paul Lauterbur; Peter Mansfield                                       | J. M. Coetzee                             | Shirin Ebadi                                                                     | Robert F. Engle; Clive Granger                                 |
| 2004 | David Gross; Hugh David Politzer; Frank Wilczek                       | Aaron Ciechanover; Avram Hershko; Irwin Rose                    | Richard Axel; Linda B. Buck                                           | Elfriede Jelinek                          | Wangari Maathai                                                                  | Finn E. Kydland; Edward C. Prescott                            |
| 2005 | Roy J. Glauber; John L. Hall; Theodor W. Hänsch                       | Yves Chauvin; Robert H. Grubbs; Richard R. Schrock              | Barry Marshall; Robin Warren                                          | Harold Pinter                             | Cơ quan Năng lượng Nguyên tử Quốc tế; Mohamed ElBaradei                          | Robert Aumann; Thomas Schelling                                |
| 2006 | John C. Mather; George Smoot                                          | Roger D. Kornberg                                               | Andrew Fire; Craig Mello                                              | Orhan Pamuk                               | Muhammad Yunus; Grameen Bank                                                     | Edmund Phelps                                                  |
| 2007 | Albert Fert; Peter Grünberg                                           | Gerhard Ertl                                                    | Mario Capecchi; Martin Evans; Oliver Smithies                         | Doris Lessing                             | Ủy ban Liên chính phủ về Biến đổi Khí hậu; Al Gore                               | Leonid Hurwicz; Eric Maskin; Roger Myerson                     |
| 2008 | Yoichiro Nambu; Makoto Kobayashi; Toshihide Maskawa                   | Osamu Shimomura; Martin Chalfie; Roger Y. Tsien                 | Harald zur Hausen; Françoise Barré-Sinoussi; Luc Montagnier           | J. M. G. Le Clézio                        | Martti Ahtisaari                                                                 | Paul Krugman                                                   |
| 2009 | Charles K. Kao; Willard S. Boyle; George E. Smith                     | Venkatraman Ramakrishnan; Thomas A. Steitz; Ada Yonath          | Elizabeth Blackburn; Carol W. Greider; Jack W. Szostak                | Herta Müller                              | Barack Obama                                                                     | Elinor Ostrom; Oliver E. Williamson                            |
| 2010 | Andre Geim; Konstantin Novoselov                                      | Richard Heck; Ei-ichi Negishi; Akira Suzuki                     | Robert G. Edwards                                                     | Mario Vargas Llosa                        | Lưu Hiểu Ba[F]                                                                   | Peter A. Diamond; Dale T. Mortensen; Christopher A. Pissarides |
| 2011 | Saul Perlmutter; Adam G. Riess; Brian P. Schmidt                      | Dan Shechtman                                                   | Bruce A. Beutler; Jules A. Hoffmann; Ralph M. Steinman                | Tomas Tranströmer                         | Ellen Johnson Sirleaf; Leymah Gbowee; Tawakel Karman                             | Thomas J. Sargent; Christopher A. Sims                         |
| 2012 | Serge Haroche; David J. Wineland                                      | Brian K. Kobilka; Robert J. Lefkowitz                           | John B. Gurdon; Shinya Yamanaka                                       | Mạc Ngôn                                  | Liên hiệp châu Âu                                                                | Alvin E. Roth; Lloyd S. Shapley                                |
| 2013 | François Englert; Peter Higgs                                         | Martin Karplus; Michael Levitt; Arieh Warshel                   | James E. Rothman; Randy Schekman; Thomas C. Südhof                    | Alice Munro                               | Tổ chức Cấm Vũ khí Hóa học                                                       | Eugene Fama; Lars Peter Hansen; Robert J. Shiller              |
| 2014 | Isamu Akasaki; Hiroshi Amano; Shuji Nakamura                          | Eric Betzig; Stefan Hell; William Moerner                       | John O'Keefe; May-Britt Moser; Edvard Moser                           | Patrick Modiano                           | Kailash Satyarthi; Malala Yousafzai                                              | Jean Tirole                                                    |
| 2015 | Takaaki Kajita; Arthur B. McDonald                                    | Paul L. Modrich; Tomas Lindahl; Aziz Sancar                     | William Campbell; Ōmura Satoshi; Đồ U U                               | Svetlana Alexandrovna Alexievich          | Bộ tứ Đối thoại Quốc gia Tunisia                                                 | Angus Deaton                                                   |
| 2016 | John M. Kosterlitz; Duncan Haldane; David J. Thouless                 | Fraser Stoddart; Jean-Pierre Sauvage; Ben Feringa               | Ōsumi Yoshinori                                                       | Bob Dylan                                 | Juan Manuel Santos                                                               | Oliver Hart; Bengt Holmström                                   |
| 2017 | Rainer Weiss; Barry Barish; Kip Thorne                                | Jacques Dubochet; Joachim Frank; Richard Henderson              | Jeffrey C. Hall; Michael Rosbash; Michael W. Young                    | Kazuo Ishiguro                            | Chiến dịch quốc tế nhằm loại bỏ vũ khí hạt nhân                                  | Richard Thaler                                                 |
| 2018 | Arthur Ashkin; Gérard Mourou; Donna Strickland                        | Frances H. Arnold; George P. Smith; Greg Winter                 | James P. Allison; Tasuku Honjo                                        | Olga Tokarczuk[G]                         | Denis Mukwege; Nadia Murad                                                       | William Nordhaus; Paul Romer                                   |
| 2019 | James Peebles; Michel Mayor; Didier Queloz                            | John B. Goodenough; M. Stanley Whittingham; Akira Yoshino       | William Kaelin Jr.; Peter J. Ratcliffe; Gregg L. Semenza              | Peter Handke                              | Abiy Ahmed                                                                       | Abhijit Banerjee; Esther Duflo; Michael Kremer                 |
| 2020 | Roger Penrose; Reinhard Genzel; Andrea M. Ghez                        | Emmanuelle Charpentier; Jennifer Doudna                         | Harvey J. Alter; Michael Houghton; Charles M. Rice                    | Louise Glück                              | Chương trình Lương thực Thế giới                                                 | Paul R. Milgrom; Robert B. Wilson                              |
| 2021 | Syukuro Manabe; Klaus Hasselmann; Giorgio Parisi                      | Benjamin List; David MacMillan                                  | David Julius; Ardem Patapoutian                                       | Abdulrazak Gurnah                         | Maria Ressa; Dmitry Muratov                                                      | David Card; Joshua Angrist; Guido Imbens                       |
| 2022 | Alain Aspect; John Clauser; Anton Zeilinger                           | Carolyn R. Bertozzi; Morten P. Meldal; Karl Barry Sharpless     | Svante Pääbo                                                          | Annie Ernaux                              | Ales Bialiatski; Memorial; Trung tâm Tự do Dân sự                                | Ben Bernanke; Douglas Diamond; Philip H. Dybvig                |
| 2023 | Pierre Agostini; Ferenc Krausz; Anne L'Huillier                       | Moungi G. Bawendi; Louis E. Brus; Alexei I. Ekimov              | Katalin Karikó; Drew Weissman                                         | Jon Fosse                                 | Narges Mohammadi                                                                 | Claudia Goldin                                                 |
| 2024 | John Hopfield; Geoffrey Hinton                                        | David Baker; Demis Hassabis; John M. Jumper                     | Victor Ambros; Gary Ruvkun                                            | Han Kang                                  | Nihon Hidankyo                                                                   | Daron Acemoglu; Simon Johnson; James A. Robinson               |